# Route européenne 78
Pour les articles homonymes, voir E78 et Route 78.
La route européenne 78 (E78) est une route située en Italie, reliant Grosseto à Fano.